# 東涌站巴士總站
東涌站巴士總站（英語：Tung Chung Station Bus Terminus）是位於新界離島區東涌市中心達東路20號東薈城一座與東薈城名店倉地下，毗鄰港鐵東涌站和東涌纜車站，現時有19條巴士路線以本站為總站，另外亦有12條巴士路線途經本站。
東涌站巴士總站可說是東涌新市鎮的交通樞紐，現時在其內設站的日間路線皆為往返東涌新市鎮及香港國際機場範圍內的區內線，而於深宵時段，多條往返九龍及新界各區的通宵巴士路線亦以此為總站。

## 歷史
東涌新市鎮是機場核心計劃十項核心工程之一，首個公屋富東邨與居屋裕東苑於1997年入伙。新市鎮發展初期，各條巴士路線總站設於東涌市中心巴士總站。
1998年6月22日香港國際機場啟用，位於東薈城第一期基座的「東涌站巴士總站」亦正式開放。巴士總站與市中心總站僅一牆之隔，兩站皆是東涌站附屬的公共交通設施。自此，前往機場及逸東邨路線主要使用此站，而往返大嶼山各處的路線則在東涌市中心總站上落客，兩個總站共用連接達東路的出入口。

## 總站路線資料

### 新大嶼山巴士3M線
- 梅窩碼頭 ↔ 東涌站巴士總站

### 新大嶼山巴士11線
- 東涌站巴士總站 ↔ 大澳

### 新大嶼山巴士11A線
- 東涌站巴士總站 ↔ 石壁

### 新大嶼山巴士37A線
- 裕雅苑 ↺ 東涌站巴士總站

### 新大嶼山巴士37M線
- 迎東邨 ↺ 東涌站巴士總站

### 新大嶼山巴士37S線
- 東涌新發展碼頭 → 東涌站巴士總站

### 新大嶼山巴士38線
- 逸東邨 ↺ 東涌站巴士總站

於2001年3月15日投入服務，2004年5月30日延長至由此開出，途經東堤灣畔、東涌站、東薈城及裕東苑，為新大嶼山巴士班次最頻密的路線。

### 新大嶼山巴士39M線
- 東涌站巴士總站 ↺ 滿東邨

### 新大嶼山巴士N37線
- 迎東邨 ↺ 東涌站巴士總站

### 新大嶼山巴士N38線
- 東涌（逸東邨） ↔ 東涌站巴士總站

於2001年8月16日投入服務，2004年5月30日延長至由此開出，途經東堤灣畔及裕東苑，只於深宵時段提供服務。

### 龍運巴士N42線
- 馬鞍山（耀安） ↔ 東涌站（經機場）

於1999年12月20日開辦，途經沙田第一城、大埔公路、城門隧道、青荃橋、青衣北岸公路、青嶼幹線、機場後勤區、機場客運大樓，只於深宵時段提供服務。

### 龍運巴士N42A線
- 粉嶺（聯和墟） ↔ 東涌站（經機場）

於2006年7月17日凌晨起投入服務，提供聯和墟、粉嶺南、上水、太和、大埔中心、大埔墟及廣福往來香港國際機場、機場後勤區及東涌市中心的通宵巴士服務。

### 城巴N23線
- 慈雲山（北） ↔ 東涌站（經機場）

於1999年4月25日投入服務，途經富山邨、鑽石山、新蒲崗、九龍城、馬頭圍、土瓜灣、紅磡、黃埔花園、佐敦（只限回程）、油麻地（只限去程）、旺角（只限去程）、大角咀（只限去程）、西九龍公路（只限回程）、青葵公路、青嶼幹線、一號客運大樓及機場後勤區，只於深宵時段提供服務。

### 城巴N26線
- 油塘 ↔ 東涌站（經機場）

於1999年12月20日起投入服務。途經高俊苑、廣田邨、德田邨、興田邨、秀茂坪、四順、彩雲邨、彩虹邨、鑽石山荷里活廣場、黃大仙祠、竹園邨、畢架山花園、青嶼幹線、香港國際機場客運大樓、國泰城、機場後勤區、亞洲空運中心、東涌纜車站等地方，只於深宵時段提供服務。

### 城巴N29線
- 將軍澳（康盛花園） ↔ 東涌站（經機場）

於1999年12月20日起投入服務，途經康盛花園、翠林邨、寶林、景林邨、坑口、將軍澳市中心、調景嶺、尚德、藍田、觀塘市中心、牛頭角、九龍灣、牛池灣、鑽石山、黃大仙、橫頭磡、大窩坪、香港國際機場客運大樓、國泰城、航空膳食區、貨運區及東涌市中心，只於深宵時段提供服務。

### 城巴S56線
- 東涌站 ↺ 機場（一號客運大樓）

於2002年12月7日投入服務，途經東涌北、一號客運大樓及富豪機場酒店。

### 大嶼山北部穿梭巴士S1線
- 東涌站 ↺ 機場（客運大樓）

於1999年6月20日投入服務，途經民航處總部、一號客運大樓、富豪機場酒店、亞洲國際博覽館及海天客運碼頭。

### 大嶼山北部穿梭巴士X1線
- 東涌站 ↔ 機場博覽館

### 愉景灣巴士DB01A線
- 東涌站巴士總站→愉景北商場巴士總站

### 愉景灣巴士DB01R線
- 東涌站巴士總站→愉景廣場巴士總站

## 途經路線資料

### 新大嶼山巴士37線
- 迎東邨 ↔ 逸東邨

於1999年6月20日投入服務，途經港青基信書院（部份時段）、東涌市中心、東涌新發展碼頭、海堤灣畔及藍天海岸。

### 新大嶼山巴士38X線
- 裕東路（雍逸樓） ↺ 富東商場

### 新大嶼山巴士B6線
- 港珠澳大橋香港口岸 ↔ 滿東邨

### 新大嶼山巴士B6S線
- 未有資料，請加入至Module:香港巴士/lantau。

### 新大嶼山巴士A35線
- 梅窩碼頭 ↔ 港珠澳大橋香港口岸（經機場客運大樓）

### 新大嶼山巴士N35線
- 梅窩碼頭 ↔ 港珠澳大橋香港口岸（經機場客運大樓）

### 城巴S52、S52A、S52P線
S52
- 東涌（逸東邨） ↔ 飛機維修區

於1998年6月22日投入服務，途經東涌市中心、國泰城、機場空運中心、亞洲空運中心及政府飛行服務隊總部。
S52A
- 裕雅苑 ↔ 飛機維修區

S52P
- 東涌（逸東邨） ↺  駿坪路（亞洲空運中心）

於1999年6月20日投入服務，途經東涌市中心、機場空運中心及亞洲空運中心，只於平日上午繁忙時間提供服務。

### 龍運巴士S64、S64C線
S64
- 東涌（逸東邨） ↺ 機場

於1998年6月22日投入服務，途經港鐵東涌站、國泰城、超級一號貨站、空郵中心、國泰航膳中心、一號客運大樓及富豪機場酒店，只於每日上午繁忙時間以外提供服務。
S64C
- 東涌（逸東邨） ↺ 貨運航膳區（上午繁忙時間班次）
香港空運貨站 → 東涌（逸東邨）（下午繁忙時間班次）

於2014年11月22日投入服務，途經港鐵東涌站、國泰城、超級一號貨站、空郵中心及國泰航膳中心，上午班次只於每日上午繁忙時間提供服務，下午班次只於平日下午繁忙時間提供服務。

### 龍運巴士N64線
- 機場（地面運輸中心） → 東涌（逸東邨）

於2009年10月12日投入服務，途經一號客運大樓、富豪機場酒店、國泰城、超級一號貨站、空郵中心、國泰航膳中心及東涌市中心，只於深宵時段提供服務。

### 愉景灣巴士DB02R線
- 香港國際機場→愉景灣遊艇徑總站

## 事件
- 2022年4月29日下午，一名68歲老翁被指在巴士總站的行人路以二胡演奏《願榮光歸香港》，被票控「沒有許可證而奏玩樂器」。被告表示不認罪，並指香港有很多街頭表演，而公眾地方表演是獲國際公約允許，指自己稱曾在英國、泰國甚至是內地街頭表演。不過暫委裁判官指根據香港法律，街頭表演需要領牌。[1]到2022年8月22日，法官指控方沒有提供相關證據下，裁定表證不成立，被告獲500元訟費。被告於庭外表示日後仍會繼續街頭表演。[2]不過事隔4天後，暫委裁判官談立豐指出翻查條例後，認為涉案控罪屬於涉許可證罪行，被告有舉證責任。法官聽畢雙方陳辭後，改為裁定案件表證成立和撤銷訟費命令，案件於9月2日續審。[3]被告表示自己曾經兩度到警警察總部申請許可證，但警員表示因疫情緣故，不辦理許可證，亦承認從未辦理許可。他亦指出歌曲「與政治沒有絲毫關係」，認為「藝術應給人帶來歡樂，不是鬥爭。」強調案發地點相當寛闊，即使最繁忙的時候仍不會造成阻礙，而街頭表演不能因而停止及被抹殺。暫委裁判官談立豐押後至10月3日裁決。[4]最後法官指控方未有證明被告當時造成阻礙或滋擾，也未有證明被告在沒合理解釋下犯案下，裁定罪名不成立。不過被告分別於2022年6月及8月在大圍站外，以及8月至9月3次在旺角東站外涉演奏二胡，亦遭票控相同控罪，案件將於10月31日及11月17日再訊。[5]

- 2022年7月23日早上10時許，37H新大嶼山巴士準備右轉期間，撞倒一名手持拐杖、右腳裝有義肢的中年男子，其健全的左腳受傷流血，之後被送往北大嶼山醫院搶救。[6]